# 渡辺忠雄 (三和銀行)
渡辺 忠雄（わたなべ ただお、1898年（明治31年）9月3日 - 2005年（平成17年）4月3日）は、日本の銀行家、実業家。三和銀行元頭取、会長で「三和銀行の中興の祖」と呼ばれる。北海道出身。日本聖公会の信徒。

## 経歴・人物
1924年に東京帝国大学法学部を卒業し、日本銀行に入行。資金調整局審査課長、静岡支店長、文書局長などを歴任した。
1945年には三和銀行に転職し、1947年2月には頭取に就任した。「ピープルズ・バンク」路線をモットーに、金融業界でいち早くコンピュータを導入し、クレジットカード会社のJCBとリース会社のオリックスの創設に携わるなどして、銀行の大衆化を進め、三和銀行を全国有数の都市銀行に育て上げた。
1960年5月から会長を務め、1976年4月には相談役、1977年1月には相談役名誉会長、1998年6月からは名誉会長に就任し、2002年には合併により、UFJ銀行の名誉会長に就任した。
政府で経済安定本部顧問に就任し、戦後日本の経済復興のために政策立案に参画し、池田勇人との親交もあり、所得倍増計画にも深く関与した。
その一方で、日本銀行参与、全国銀行協会副会長、大阪銀行協会会長、関西経済連合会常任理事、大阪商工会議所評議員などを歴任した。桃山学院大学の理事も務めた。1977年に勲一等瑞宝章を受章した。
2005年4月3日老衰により死去。106歳没。
日揮の社長を務めた渡辺英二は息子。